# La Place (film)
Pour les articles homonymes, voir La Place (homonymie).
Pour plus de détails, voir Fiche technique et Distribution.
La Place est un documentaire français réalisé par Marie Dumora, sorti en 2011.

## Fiche technique
- Titre : La Place
- Réalisation : Marie Dumora
- Photographie : Marie Dumora
- Son : Aline Huber
- Montage : Catherine Gouze
- Société de production : Les Films du Poisson
- Pays d’origine :  France
- Durée : 100 minutes
- Date de sortie : France, 1er avril 2011 (présentation au festival Cinéma du réel)

## Distinctions

### Récompenses
- 2011 : Prix Patrimoine de l'immatériel au Festival Cinéma du réel[1]

### Sélections
- 2012 : Festival international du film d'environnement de Paris
- 2013 : Festival Résistances[2]